# Papa Celestí I
Celestí I (Campània, ? - Roma, 27 de juliol de 432) fou escollit papa l'any 422, el 3 de novembre (segons el Liber Pontificalis) o bé el 10 d'octubre (segons Tillemont). Celestí I era un romà molt probablement de la regió de Campània.
Va proclamar el Concili d'Efes, en què es va condemnar com a heretgia la doctrina de Nestori i es va ratificar la del pelagianisme. Va enviar Patrici a evangelitzar Irlanda. Per primera vegada va servir el bastone pastorale.
Sebollit a les catacumbes de Priscil·la, d'on va ésser traslladat, el 820, a la basílica de Santa Prassede de Roma.
Venerat com a sant, l'Església catòlica el celebra el 6 d'abril, data del seu enterrament. L'Església ortodoxa el venera per la seva condemna del nestorianisme i el celebra el 8 d'abril.